# Saison 1971-1972 du FC Nantes
Chronologie
Saison précédente Saison suivante
La saison 1971-1972 du FC Nantes est la 29e saison de l'histoire du club nantais. Le club est engagé dans trois compétitions : la Division 1 (9e participation), la Coupe de France (29e participation), et enfin la Coupe de l'UEFA (1re participation).

## Effectif et encadrement

### Tableau des transferts
| Nom                        | Nationalité | Poste     | Modalités | Provenance/Destination | Division                |
| -------------------------- | ----------- | --------- | --------- | ---------------------- | ----------------------- |
| Arrivées                   |             |           |           |                        |                         |
| Jean-Paul Bertrand-Demanes | France      | Gardien   |           | FC Nantes rés.         | CFA - Ouest (D3)        |
| Philippe Barot             | France      | Défenseur |           | FC Nantes rés.         | CFA - Ouest (D3)        |
| Gilles Rampillon           | France      | Milieu    |           | FC Nantes rés.         | CFA - Ouest (D3)        |
| Jacques Contassot          | France      | Attaquant |           | FC Nantes rés.         | CFA - Ouest (D3)        |
| Pascal Girard              | France      | Attaquant |           |                        |                         |
| Ángel Marcos               | Argentine   | Attaquant |           | Chacarita Juniors      | Primera División (D1)   |
| Départs                    |             |           |           |                        |                         |
| Raynald Denoueix           | France      | Défenseur |           | FC Nantes rés.         | Division 3 - Ouest (D3) |
| Roger Lemerre              | France      | Défenseur |           | AS Nancy-Lorraine      | Division 1 (D1)         |
| Michel Albaladéjo          | France      | Milieu    |           | Lille OSC              | Division 1 (D1)         |
| Claude Arribas             | France      | Milieu    | Prêt      | Paris Saint-Germain    | Division 1 (D1)         |
| Joël Audiger               | France      | Attaquant |           | FC Nantes rés.         | Division 3 - Ouest (D3) |
| Philippe Gondet            | France      | Attaquant |           | RC Joinville           | Division 2 - B (D2)     |
| Philippe Levavasseur       | France      | Attaquant |           | Lille OSC              | Division 1 (D1)         |

## Matchs de la saison

### Division 1
| Date                        | Journée | Adversaire               | Lieu | Score | Buteurs du FC Nantes                                          | Class. | Affluence |
| --------------------------- | ------- | ------------------------ | ---- | ----- | ------------------------------------------------------------- | ------ | --------- |
| Mercredi 11 août 1971       | J01     | OGC Nice                 | Ext. | 1 - 1 | Pech 75e                                                      |        | 17.363    |
| Mercredi 18 août 1971       | J02     | AS Saint-Étienne         | Dom. | 4 - 3 | Marcos 12e 85e, Blanchet 39e, Contassot 67e                   |        | 24.959    |
| Mercredi 25 août 1971       | J03     | SEC Bastia               | Ext. | 1 - 2 | Blanchet 26e                                                  |        | 5.979     |
| Samedi 28 août 1971         | J04     | Nîmes Olympique          | Dom. | 2 - 0 | Marcos 49e, Blanchet 82e                                      |        | 18.168    |
| Mercredi 1er septembre 1971 | J05     | Paris Saint-Germain FC   | Dom. | 6 - 0 | Rampillon 14e, Pech 33e, Maas 60e 85e, Marcos 67e, Michel 86e |        | 16.254    |
| Samedi 11 septembre 1971    | J06     | AS Angoulême             | Ext. | 5 - 2 | Maas 8e, Glyczinski 13e (csc), Marcos 58e, Courtin 67e 85e    |        | 5.498     |
| Samedi 18 septembre 1971    | J07     | Stade de Reims           | Dom. | 0 - 2 | -                                                             |        | 18.067    |
| Mercredi 22 septembre 1971  | J08     | FC Sochaux-Montbéliard   | Ext. | 0 - 2 | -                                                             |        | 8.436     |
| Samedi 2 octobre 1971       | J09     | FC Metz                  | Dom. | 5 - 1 | Courtin 4e, Marcos 25e 35e 85e, Eo 78e                        |        | 10.529    |
| Mercredi 13 octobre 1971    | J10     | Stade rennais UC         | Ext. | 1 - 1 | Maas 43e                                                      |        | 18.330    |
| Samedi 16 octobre 1971      | J11     | AS Monaco FC             | Dom. | 1 - 1 | Marcos 27e                                                    |        | 9.499     |
| Samedi 23 octobre 1971      | J12     | FC Girondins de Bordeaux | Ext. | 2 - 2 | Marcos 38e 75e                                                |        | 7.501     |
| Vendredi 29 octobre 1971    | J13     | Olympique de Marseille   | Dom. | 1 - 1 | Blanchet 53e                                                  |        | 27.519    |
| Dimanche 14 novembre 1971   | J14     | Olympique lyonnais       | Ext. | 3 - 1 | Blanchet 4e, Barot 69e, Maas 84e                              |        | 13.912    |
| Mercredi 17 novembre 1971   | J15     | Angers SCO               | Dom. | 1 - 0 | Marcos 50e                                                    |        | 12.486    |
| Dimanche 21 novembre 1971   | J16     | AC Ajaccio               | Ext. | 2 - 4 | Blanchet 16e, Michel 63e                                      |        | 3.000     |
| Dimanche 28 novembre 1971   | J17     | Lille OSC                | Dom. | 2 - 1 | Courtin 29e, Marcos 33e                                       |        | 7.958     |
| Dimanche 12 décembre 1971   | J18     | AS Nancy-Lorraine        | Ext. | 0 - 1 | -                                                             |        | 11.564    |
| Dimanche 19 décembre 1971   | J19     | Red Star FC              | Dom. | 1 - 1 | Blanchet 46e                                                  |        | 6.773     |
| Dimanche 9 janvier 1972     | J20     | AS Saint-Étienne         | Ext. | 1 - 2 | Maas 4e                                                       |        | 11.272    |
| Dimanche 16 janvier 1972    | J21     | SEC Bastia               | Dom. | 4 - 0 | Eo 8e 88e, Maas 20e 84e                                       |        | 5.787     |
| Dimanche 30 janvier 1972    | J22     | Nîmes Olympique          | Ext. | 0 - 4 | -                                                             |        | 10.389    |
| Dimanche 6 février 1972     | J23     | Paris Saint-Germain FC   | Ext. | 3 - 2 | Maas 39e, Marcos 53e 65e                                      |        | 12.301    |
| Dimanche 13 février 1972    | J24     | AS Angoulême             | Dom. | 5 - 0 | Maas 49e, Marcos 55e 89e, Courtin 73e, Eo 88e                 |        | 5.024     |
| Dimanche 27 février 1972    | J25     | Stade de Reims           | Ext. | 0 - 0 | -                                                             |        | 10.231    |
| Samedi 4 mars 1972          | J26     | FC Sochaux-Montbéliard   | Dom. | 2 - 0 | Maas 69e, Osman 75e                                           |        | 9.128     |
| Samedi 18 mars 1972         | J27     | FC Metz                  | Ext. | 0 - 3 | -                                                             |        | 11.196    |
| Samedi 25 mars 1972         | J28     | Stade rennais UC         | Dom. | 4 - 0 | Michel 1re, Blanchet 2e, Maas 48e, Pech 54e                   |        | 13.298    |
| Mercredi 29 mars 1972       | J29     | AS Monaco FC             | Ext. | 1 - 2 | Osman 8e                                                      |        | 1.976     |
| Mercredi 1er avril 1972     | J30     | FC Girondins de Bordeaux | Dom. | 0 - 0 | -                                                             |        | 9.134     |
| Samedi 12 avril 1972        | J31     | Olympique de Marseille   | Ext. | 0 - 2 | -                                                             |        | 22.065    |
| Samedi 22 avril 1972        | J32     | Olympique lyonnais       | Dom. | 2 - 0 | Maas 35e 60e                                                  |        | 9.792     |
| Samedi 29 avril 1972        | J33     | Angers SCO               | Ext. | 1 - 2 | Courtin 84e                                                   |        | 12.875    |
| Mercredi 3 mai 1972         | J34     | AC Ajaccio               | Dom. | 2 - 0 | Marcos 20e, Maas 85e                                          |        | 5.254     |
| Samedi 6 mai 1972           | J35     | Lille OSC                | Ext. | 0 - 3 | -                                                             |        | 7.002     |
| Mercredi 17 mai 1972        | J36     | AS Nancy-Lorraine        | Dom. | 2 - 2 | Michel 73e, Marcos 78e                                        |        | 5.228     |
| Samedi 20 mai 1972          | J37     | Red Star FC              | Ext. | 1 - 0 | Marcos 8e                                                     |        | 7.007     |
| Samedi 27 mai 1972          | J38     | OGC Nice                 | Dom. | 4 - 0 | Rampillon 3e, Pech 23e, Maas 29e, Blanchet 34e                |        | 8.441     |

### Coupe de France
| Date                     | Tour                    | TV | Adversaire       | Niveau | Lieu   | Score | Buteurs du FCN         | Affluence |
| ------------------------ | ----------------------- | -- | ---------------- | ------ | ------ | ----- | ---------------------- | --------- |
| Dimanche 23 janvier 1972 | 1/32e de finale         | -  | Lille OSC        | D1     | Neutre | 2 - 0 | Marcos 52e, Eo 82e     | 6.260     |
| Samedi 19 février 1972   | 1/16e de finale         | -  | Stade rennais UC | D1     | Neutre | 2 - 0 | Maas 23e, Blanchet 44e | 9.768     |
| Samedi 11 mars 1972      | 1/8e de finale - aller  | -  | OGC Nice         | D1     | Dom.   | 0 - 1 | -                      | 23.734    |
| Mercredi 15 mars 1972    | 1/8e de finale - retour | -  | OGC Nice         | D1     | Ext.   | 0 - 0 | -                      | 17.900    |

### Coupe UEFA
| Date                       | Tour                     | TV | Adversaire           | Niveau                | Lieu | Score | Buteurs du FCN | Affluence |
| -------------------------- | ------------------------ | -- | -------------------- | --------------------- | ---- | ----- | -------------- | --------- |
| Mercredi 15 septembre 1971 | 1/32e de finale - aller  |    | FC Porto             | Primeira Divisâo (D1) | Ext. | 2 - 0 | Marcos 17e 80e | 17.000    |
| Mercredi 29 septembre 1971 | 1/32e de finale - retour |    | FC Porto             | Primeira Divisâo (D1) | Dom. | 1 - 1 | Maas 78e       | 15.000    |
| Mercredi 20 octobre 1971   | 1/16e de finale - aller  |    | Tottenham Hotspur FC | First Division (D1)   | Dom. | 0 - 0 | -              | 22.000    |
| Mardi 2 novembre 1971      | 1/16e de finale - retour |    | Tottenham Hotspur FC | First Division (D1)   | Ext. | 0 - 1 | -              | 13.000    |

## Statistiques

### Statistiques collectives
| Compétition     | Débute au tour  | Termine         | Matches joués | Gagnés | Nuls | Perdus | Buts pour | Buts contre | Différence |
| --------------- | --------------- | --------------- | ------------- | ------ | ---- | ------ | --------- | ----------- | ---------- |
| Division 1      | -               | 7e              | 38            | 17     | 9    | 12     | 70        | 48          | +22        |
| Coupe de France | 1/32e de finale | 1/8e de finale  | 4             | 2      | 1    | 1      | 4         | 1           | +3         |
| Coupe UEFA      | 1/32e de finale | 1/16e de finale | 4             | 1      | 2    | 1      | 3         | 2           | +1         |
| Total           | -               | -               | 46            | 20     | 12   | 14     | 77        | 51          | +26        |

### Statistiques individuelles
| N° | Pos. | Nat. | Nom                        | Division 1 | Division 1  | Division 1 | Division 1   | Coupe de France | Coupe de France | Coupe de France | Coupe de France | Coupe UEFA | Coupe UEFA  | Coupe UEFA | Coupe UEFA   | Total | Total       | Total  | Total        |
| N° | Pos. | Nat. | Nom                        | MJ         | But inscrit | Averti     | Carton rouge | MJ              | But inscrit     | Averti          | Carton rouge    | MJ         | But inscrit | Averti     | Carton rouge | MJ    | But inscrit | Averti | Carton rouge |
| -- | ---- | ---- | -------------------------- | ---------- | ----------- | ---------- | ------------ | --------------- | --------------- | --------------- | --------------- | ---------- | ----------- | ---------- | ------------ | ----- | ----------- | ------ | ------------ |
|    | G    |      | Jean-Paul Bertrand-Demanes |            |             |            |              |                 |                 |                 |                 |            |             |            |              |       |             |        |              |
|    | G    |      | Jean-Michel Fouché         |            |             |            |              |                 |                 |                 |                 |            |             |            |              |       |             |        |              |
|    | D    |      | Philippe Barot             |            |             |            |              |                 |                 |                 |                 |            |             |            |              |       |             |        |              |
|    | D    |      | Gilbert De Michèle         |            |             |            |              |                 |                 |                 |                 |            |             |            |              |       |             |        |              |
|    | D    |      | Bernard Gardon             |            |             |            |              |                 |                 |                 |                 |            |             |            |              |       |             |        |              |
|    | D    |      | Jean-Luc Laguillez         |            |             |            |              |                 |                 |                 |                 |            |             |            |              |       |             |        |              |
|    | D    |      | Jean-Claude Osman          |            |             |            |              |                 |                 |                 |                 |            |             |            |              |       |             |        |              |
|    | D    |      | Patrice Rio                |            |             |            |              |                 |                 |                 |                 |            |             |            |              |       |             |        |              |
|    | M    |      | Georges Eo                 |            |             |            |              |                 |                 |                 |                 |            |             |            |              |       |             |        |              |
|    | M    |      | Jacques Le Bourgocq        |            |             |            |              |                 |                 |                 |                 |            |             |            |              |       |             |        |              |
|    | M    |      | Allan Michaelsen           |            |             |            |              |                 |                 |                 |                 |            |             |            |              |       |             |        |              |
|    | M    |      | Henri Michel               |            |             |            |              |                 |                 |                 |                 |            |             |            |              |       |             |        |              |
|    | M    |      | Michel Pech                |            |             |            |              |                 |                 |                 |                 |            |             |            |              |       |             |        |              |
|    | M    |      | Gilles Rampillon           |            |             |            |              |                 |                 |                 |                 |            |             |            |              |       |             |        |              |
|    | A    |      | Bernard Blanchet           |            |             |            |              |                 |                 |                 |                 |            |             |            |              |       |             |        |              |
|    | A    |      | Jacques Contassot          |            |             |            |              |                 |                 |                 |                 |            |             |            |              |       |             |        |              |
|    | A    |      | Paul Courtin               |            |             |            |              |                 |                 |                 |                 |            |             |            |              |       |             |        |              |
|    | A    |      | Pascal Girard              |            |             |            |              |                 |                 |                 |                 |            |             |            |              |       |             |        |              |
|    | A    |      | Patrice Kervarrec          |            |             |            |              |                 |                 |                 |                 |            |             |            |              |       |             |        |              |
|    | A    |      | Erich Maas                 |            |             |            |              |                 |                 |                 |                 |            |             |            |              |       |             |        |              |
|    | A    |      | Ángel Marcos               |            |             |            |              |                 |                 |                 |                 |            |             |            |              |       |             |        |              |

### Buteurs
| N° | Pos. | Nat. | Nom               | Division 1 | Coupe de France | Coupe UEFA | Total |
| -- | ---- | ---- | ----------------- | ---------- | --------------- | ---------- | ----- |
|    | A    |      | Ángel Marcos      | 20         | 1               | 2          | 23    |
|    | A    |      | Erich Maas        | 16         | 1               | 1          | 18    |
|    | A    |      | Bernard Blanchet  | 9          | 1               | -          | 10    |
|    | A    |      | Paul Courtin      | 6          | -               | -          | 6     |
|    | M    |      | Georges Eo        | 4          | 1               | -          | 5     |
|    | M    |      | Henri Michel      | 4          | -               | -          | 4     |
|    | M    |      | Michel Pech       | 4          | -               | -          | 4     |
|    | M    |      | Gilles Rampillon  | 2          | -               | -          | 2     |
|    | D    |      | Jean-Claude Osman | 2          | -               | -          | 2     |
|    | D    |      | Philippe Barot    | 1          | -               | -          | 1     |
|    | A    |      | Jacques Contassot | 1          | -               | -          | 1     |
|    |      |      | csc               | -          | -               | -          | -     |
|    |      |      | Total             | 70         | 4               | 3          | 77    |

## Affluences
L'affluence à domicile du FC Nantes atteint un total :
- de 223 298 spectateurs en 19 rencontres de Division 1, soit une moyenne de 11 752/match.
- de 23 734 spectateurs en 1 rencontre de Coupe de France.
- de 37 000 spectateurs en 2 rencontres de Coupe UEFA, soit une moyenne de 18 500/match.
- de 284 032 spectateurs en 22 rencontres toutes compétitions confondues, soit une moyenne de 12 911/match.

Affluence du FC Nantes à domicile